# اندیس سنگ تزئینی (مرمریت گوهره خرم‌آباد) چاه ذوالفقار
سنگ تزئینی (مرمریت گوهره خرم‌آباد) چاه ذوالفقار یک اندیس مصالح ساختمانی است که در حوالی شهر کوه دشت استان لرستان قرار دارد و مادهٔ معدنی موجود در آن، سنگ تزئینی است. سنگ میزبان این اندیس سنگ آهک دولومیتی است و دیرینگی آن به دوران الیگومیوسن می‌رسد.